# Blu Navy
Blu Navy (Eigenschreibweise auch BluNavy) ist eine italienische Reederei mit Sitz in Portoferraio auf der Insel Elba.

## Geschichte
Das Unternehmen wurde im April 2010 gegründet, um nach der Übernahme der früheren staatlichen Schifffahrtslinie Toremar durch den Konkurrenten Moby Lines ein alternatives Angebot für den Fährverkehr zwischen Elba und dem italienischen Festland zu schaffen. Grundlage für die Gründung war ein Abkommen mit dem Verband der Hoteliers der Insel Elba. Unternehmenssitz war zunächst Mailand.
In den ersten Betriebsmonaten kam die Fähre Primrose zum Einsatz, die bis zu 350 Autos und 950 Passagiere befördern konnte. Im Februar 2011 charterte das Unternehmen die griechische Fähre Achaeos (Kapazität: 600 Passagiere, 110 Autos) sowie nach deren Rückgabe die RoPax-Fähre Ostfold. Seit 2012 wird der Verkehr zwischen Piombino und dem Fährhafen Portoferraio auf Elba mit der 1997 gebauten Acciarello betrieben, die ursprünglich als Prins Johan Friso in den Niederlanden verkehrte, 2006 für den Einsatz in der Straße von Messina umgerüstet worden war und bis zu 220 Autos und 800 Passagiere aufnehmen kann. 2015 wurde die Acciarello durch Blu Navy erworben.
Nach der Insolvenz des Betreibers Saremar 2016 erwarb Blu Navy die 1985 gebaute Fähre Ichnusa, die den Verkehr zwischen Santa Teresa Gallura auf Sardinien und Bonifacio (Korsika) versah und über eine Kapazität von 50 Autos und 325 Passagieren verfügt. Blu Navy nahm den nach dem Ende der Saremar zunächst eingestellten Verkehr zwischen Sardinien und Korsika wieder auf und setzte die Fähre im Winter auch zwischen Piombino und Elba ein.
2013 wurden der Verband der Hoteliers der Insel Elba und die Elba Sol Mitgesellschafter des Unternehmens. Der Rechtssitz wurde 2015 von Mailand nach Portoferraio auf Elba verlegt und die bisherige GmbH in eine Aktiengesellschaft umgewandelt. Eine Beteiligung an Blu Navy haben der Konzern BCT, FINSEA, der Verband der Hoteliers der Insel Elba, Elba Sol sowie sonstige private Anleger. Im Mai 2020 erwarb die Reederei Caronte & Tourist 25 % des Unternehmens von den Familien Franza und Matacena. Infolge dieser Veränderung der Gesellschaftsstruktur wurde auch die Unternehmensleitung ausgetauscht. Luigi Negri und sein Neffe Aldo Negri traten zurück und wurden durch Gianluca Morace als neuem CEO und Vincenzo Gorgoglione als Präsident ersetzt. Gianluca Morace ist zugleich CEO der Liberty Lines mit Sitz in Trapani auf Sizilien.
Mit der Tremestieri, dem Schwesterschiff der Acciarello, wurde im Frühjahr 2021 ein weiteres Schiff durch das Unternehmen übernommen. Die Ichnusa wurde zwischenzeitlich an die Genova Trasporti Marittimi veräußert.
2025 kaufte Blu Navy von Corsica Ferries Sardinia Ferries die Marke Elba Ferries, welche das Schiff Corsica Express Three beinhaltet. Elba Ferries betrieb bisher die Route Piombino–Portoferraio–Bastia. Zudem wurde auch die 2009 gebaute und zuvor von der dänischen Reederei Molslinjen eingesetzte Doppelendfähre Samsø für die Route Piombino–Portoferraio gekauft.

## Schiffe

### Aktuelle Flotte
| Schiff                | Bild | Typ            | Bei Blu Navy seit | Baujahr | Länge    | Quelle |
| --------------------- | ---- | -------------- | ----------------- | ------- | -------- | ------ |
| Tremestieri           |      | Doppelendfähre | 2021              | 1993    | 113,60 m | [ 7 ]  |
| Acciarello            |      | Doppelendfähre | 2015              | 1997    | 113,60 m | [ 7 ]  |
| Aethalia              |      | Doppelendfähre | Ab 2025           | 2009    | 91,43 m  |        |
| Corsica Express Three |      | HSC-Fähre      | Ab 2025           | 1995    | 103,55 m |        |

## Anteilseigner
- Finsea 46 %
- Caronte & Tourist 25 %
- Verband der Hoteliers Elba 19 %
- Familie Morace (Liberty Lines) 10 %